# Relaisbeveiliging

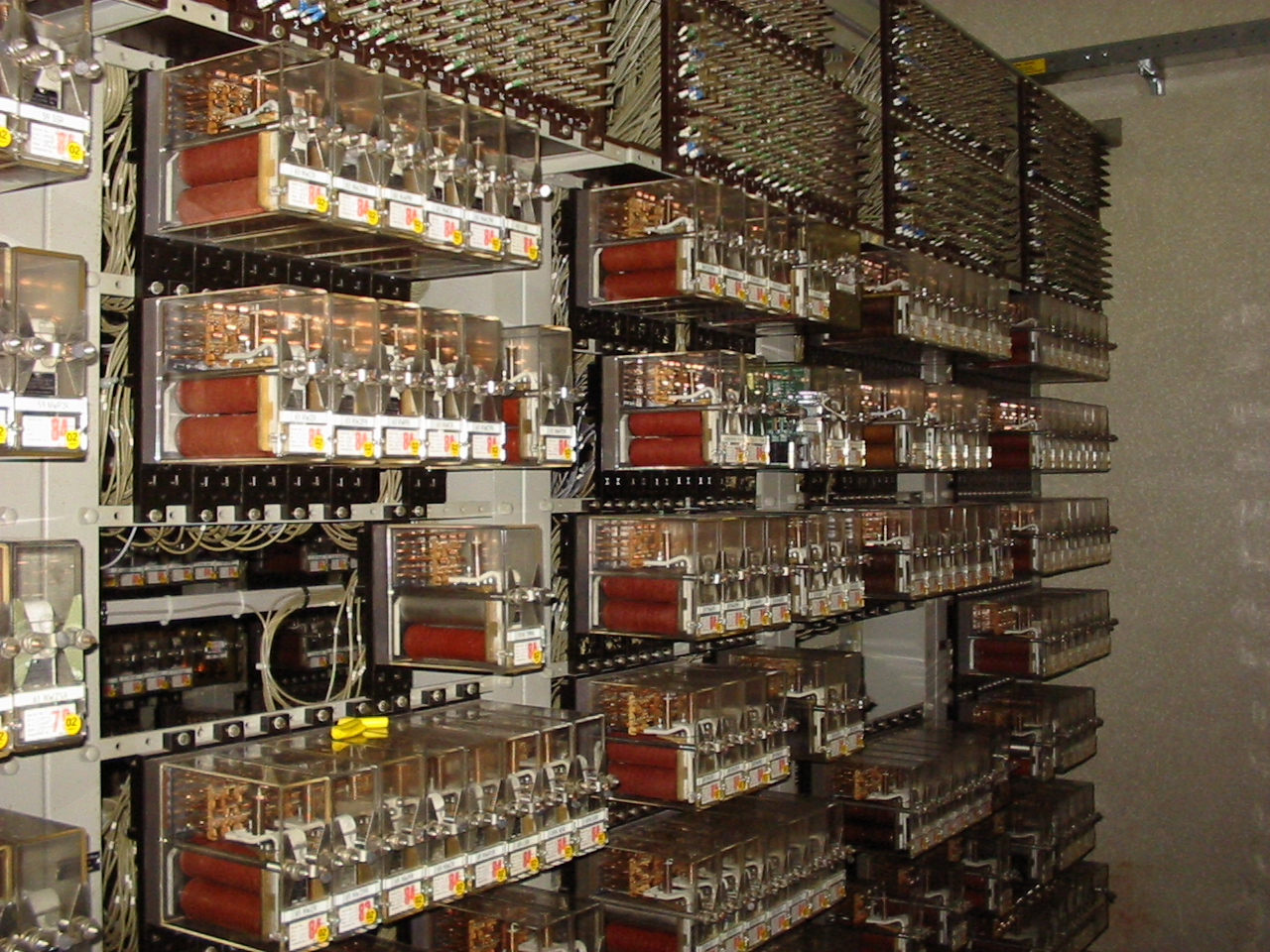
Rek met B-relais in een relaishuis te Geldermalsen, 20 juli 2004

Een relaisbeveiliging is de elektromechanische bediening en beveiliging van rijwegen van treinen met behulp van relais. Relaisbeveiligingen waren vanaf de jaren '50 van de twintigste eeuw de opvolgers van de mechanische of klassieke beveiligingen.

## B-relais
Voor de spoorwegen zijn speciale relais ontwikkeld met een zeer hoge betrouwbaarheidsgraad. De veiligheidsrelais die in Nederland in gebruik zijn staan bekend als B-relais. Schakelingen met deze relais controleren of een gekozen rijweg niet door treinen is bezet en of er geen conflicterende rijwegen zijn. Alleen na controle door deze schakelingen is het mogelijk om wissels en seinen te bedienen. Is eenmaal een rijweg vrijgegeven, dan zorgen de relaisschakelingen ervoor dat een seinhuiswachter of treindienstleider geen conflicterende handelingen verrichten kan.

## Typen relaisbeveiligingen
Elektrische relais en elektrische overbrengingsmechanismen maakten het vanaf halverwege de twintigste eeuw mogelijk de beveiliging en besturing van het treinverkeer te centraliseren. Enkele typen relaisbeveiligingen kenden een zekere mate van automatisering van het bedienen van wissels en seinen. Met twee knoppen op een tableau met een sporenschema werd automatisch een rijweg ingesteld. Dat betekent dat alle wissels die op het tableau tussen de twee knoppen afgebeeld waren automatisch bediend werden, evenals het bijbehorende sein. Dit werkt uiteraard alleen als de onderliggende beveiliging de bediening van de wissels en het sein toeliet. Met deze rijwegbediening was minder personeel nodig om een (stations)emplacement te bedienen.
- De eNtrance-eXit beveiliging (NX-beveiliging) in Den Bosch was eerste toepassing van een relaisbeveiliging met rijwegbediening in Nederland. Hiermee werd het hele spoorwegemplacement van den Bosch bediend.
- De centrale verkeersleiding (CVL) was een tweede toepassingsvorm. Hierbij werd intensief gebruik gemaakt van overbrengingstechnieken over een langere afstand, waardoor een hele spoorlijn met meerdere (stations)emplacementen vanuit één punt bediend kon worden. Het traject Nijmegen - Blerick was hier het eerste voorbeeld van.
- AR-beveiligingen waren relaisbeveiligingen waarbij alle wissels en seinen apart bediend moesten worden. AR staat voor 'all relay'.
- Om kosten te besparen werden NX-beveiligingen en CVL beveiligen vaak eenvoudiger uitgevoerd.
  - De tableaus van de vereenvoudigde NX-beveiligingen (V-NX) kenden eenvoudiger knoppen. De besparing op de meest ingewikkelde knoppen op het NX-tableau vond men opwegen tegen het grotere aantal handelingen dat treindienstleiders moesten uitvoeren.
  - De vereenvoudigde centrale verkeersleiding (VCVL) bood minder functies voor de bediening van stationssporen van tussenstations.
  - Bij de ter plaatse bediende relaisbeveiliging (TPBR) werden de bedieningshandelingen op tussengelegen stations door het treinpersoneel gedaan, in plaats van door treindienstleiders op afstand.
- Voor de spoorwegbeveiliging van de vrije baan ontstond het automatisch blokstelsel. De vrije baan is een spoorweg zonder wissels tussen twee (stations)emplacementen. Automatische blokstelsels functioneren geheel automatisch. Een treindienstleider hoeft de seinen langs de spoorweg niet te bedienen.
  - Het automatisch blokstelsel zonder linkerspoorbeveiliging is alleen ingericht voor rechts rijden.
  - Het automatisch blokstelsel met beveiligd linker spoor heeft enkele voor het linksrijden, onder andere voor overwegen.
  - Automatisch blokstelsel met dubbelenkelspoorbeveiliging beveiligt het spoor in twee richtingen. Het kan toegepast worden op enkelsporige- en meersporige trajecten. Elk spoor spoor van de vrije baan voor beide rijrichtingen gelijkwaardig beveiligd.

## Spoorverkeersleiding
In de tweede helft van de twintigste eeuw viel de schaal van de bediening van het spoor vaak samen met de schaal van de spoorverkeersleiding. De verkeersleider en de treindienstleiders zaten in hetzelfde gebouw, en vaak zat de verkeersleider ook in de 'seinzaal', dat is de zaal waarin de NX- of CVL-tableaus geplaatst zijn. De benamingen CVL en VCVL zijn hiermee te verklaren.